# Serbołużycko-niemieckie muzeum regionalne w Jänschwalde
Serbołużycko-niemieckie muzeum regionalne w Jänschwalde (niem. Wendisch-Deutsches Heimatmuseum Jänschwalde, dolnołuż. Serbsko-nimski domowniski muzej Janšojce) - muzeum regionalne (przede wszystkim o charakterze etnograficznym), zlokalizowane w historycznym centrum Jänschwalde (Janšojców), w bezpośrednim sąsiedztwie miejscowego kościoła (Kirchstraße 11). Powstało w 1996 i ma powierzchnię 600 m².
Muzeum, zlokalizowane w budynku dawnej szkoły wiejskiej z 1875 gromadzi pamiątki z okolic wsi, która jest jednym z ośrodków życia Serbołużyczan. Posiada m.in.
- kolekcję ponad tysiąca naczyń ceramicznych różnego przeznaczenia, gromadzonych od 1846 - ekspozycja zlokalizowana w dawnej stodole zaadaptowanej na cele muzealne (wystawa Im Feuer geboren, We wognju naroźona, Zrodzone w ogniu),
- 30 manekinów prezentujących łużyckie stroje ludowe,
- histroyczny konny karawan pogrzebowy, który ostatnią jazdę odbył w 1964,
- zestaw eksponatów związanych z tradycją niebieskiego druku, czyli swoistego, regionalnego sposobu zdobienia tkanin w tym kolorze (wystawa Blaudruck - Geschichte und Tradition, Módrośišć - stawizny a tradicija, Niebieski druk - historia i tradycja),
- eksponaty związane z legendarną postacią dolnołużyckiego bożka - Janszojskiego Dzieciątka,
- stare mapy okolic wsi.